# Die Unschuldigen (Gertrud von le Fort)
Die Unschuldigen ist eine Erzählung von Gertrud von le Fort, die 1953 bei Ehrenwirth in München erschien.

## Inhalt
Heini von Aßlau, der Ich-Erzähler, ein Kind noch, will die Glocke Friederizia läuten, um die geliebte Mutter Melanie von Aßlau von dem Onkel Eberhard zu trennen.  Die Glocke hatte einer von Heinis Ahnen, der Feldhauptmann von Aßlau, aus dem Dreißigjährigen Krieg als Beutestück mitgebracht. Die Friederizia war während jenes Krieges vom Turm derselben Kirche herabgestürzt, die der Hauptmann mitsamt den dahinein geflüchteten Menschen hatte anzünden lassen. Als die Glocke daheim in Niederaßlau zum ersten Mal geläutet worden war, hatte Heinis Ahne über dem Läuten den Verstand verloren; hatte sich zu Tode gelacht. Die Leute im Dorf reden, so wie dem Hauptmann werde es jedem Aßlau ergehen, der die Glocke höre. Oberst Eberhard von Aßlau ist der Bruder von Heinis Vater Karl von Aßlau. Der Vater hat sich erschossen, weil er einen Befehl nicht ausführen wollte. Onkel Eberhard will nun Heinis Mutter heiraten.
Die Tageszeitungen berichten Entsetzliches. Die von Onkel Eberhard befehligten Truppen hätten in Oradour Frauen und Kinder in einer Kirche verbrannt. Onkel Eberhard sei zu der Zeit nicht zugegen gewesen.
Als Heini die Glocke Friederizia läutet, nimmt ihm der Onkel das Seil aus der Hand und läutet selbst. Heini will sich davonmachen. Der Oberst gebietet Heini zu bleiben, weil der Kleine auch ein Aßlau ist.
Den Rest der Aufzeichnungen schreibt Heinis Mutter nieder. Die Glocke ist wiederum herabgestürzt, hat aber den Onkel verfehlt. Der sterbende Junge erfährt von seiner Mutter, er habe sein Ziel dennoch erreicht. Der Oberst wird die Mutter nicht heiraten, sondern ist einem fremden Werber auf Nimmerwiedersehen gefolgt. Im Gegensatz zu Heinis Vater erweist sich Onkel Eberhard als Feigling, der seine Soldaten, denen für Oradour der Prozess gemacht wird, im Stich lässt.

## Rezeption
Meyerhofer lag vermutlich eine andere Version der Erzählung als die diesem Artikel zugrunde liegende vor. Denn er schreibt, der Oberst stelle sich dem Gericht.